# Thor (film)
Thor je americký akční film z roku 2011, který natočil režisér Kenneth Branagh podle komiksů o Thorovi. V titulní roli korunního prince Asgardu, který je poslán do exilu na Zemi, se představil Chris Hemsworth, který si tuto postavu zopakoval i v navazujících filmech Thor: Temný svět (2013) a Thor: Ragnarok (2017). Jedná se o čtvrtý celovečerní snímek filmové série Marvel Cinematic Universe.

## Příběh
Roku 965 vedl Odin, král Asgardu, válku proti Mrazivým obrům z Jotunheimu, aby jim zabránil dobýt devět světů (včetně Země). V boji zvítězil a obrům vzal zdroj jejich síly – Truhlici prastarých zim.
V současnosti se Odinův syn Thor připravuje na převzetí asgardského trůnu, nicméně korunovace je přerušena pokusem Mrazivých obrů získat Truhlici. Navzdory Odinovu nařízení se Thor vydá do Jotunheimu, aby se utkal s jotunským vůdcem Laufeym. Doprovází ho jeho bratr Loki, kamarádka z dětství Sif a Trojice válečníků: Volstagg, Fandral a Hogun. Proběhne bitva, ve které Asgarďané mají na mále. Zasáhne však sám Odin, který tak poruší dočasné příměří mezi oběma rasami. Král následně svému synovi kvůli jeho aroganci odebere božskou sílu a jako smrtelníka jej vyhostí na Zemi, kam pošle i Thorovo kladivo Mjolnir. To je však nyní chráněno kouzlem, takže pouze ten, kdo je hoden, jej může použít.
Thor se ocitne v Novém Mexiku, kde ho najdou astrofyzička Jane Fosterová se svou asistentkou Darcy Lewisovou a svým učitelem Erikem Selvigem. Obyvatelé nedalekého městečka naleznou také Mjolnir, jejž agent Phil Coulson z agentury S.H.I.E.L.D. nechá střežit. Následně zabaví i data, která Jane získala o červí díře, skrz niž se Thor dostal na Zemi. Asgarďan objeví místo, kde se nachází jeho kladivo, a pokusí se ho ze zabezpečeného areálu, který kolem něj rychle postavila agentura, získat. Zjistí však, že Mjolnir nedokáže zvednout a následně je zajat. Díky Selvigově pomoci je propuštěn, smíří se s exilem na Zemi a chce se romanticky sblížit s Jane.
Loki zjistí, že ve skutečnosti je Laufeyho synem, kterého po konci války adoptoval Odin. Vyčerpaný král mezitím upadne do hlubokého spánku, který mu má dodat sílu. Loki se zmocní trůnu a nabídne Laufeymu šanci zabít Odina a získat Truhlici. Sif a Trojice válečníků není spokojená s Lokiho vládou a pokusí se o Thorův návrat z vyhnanství. Přesvědčí Heimdalla, Strážce říše, jenž hlídá Bifröst (způsob cestování mezi světy), aby jim povolil cestu na Zem. Loki se o jejich plánu dozví a pošle Ničitele, zdánlivě nezničitelného automata, aby je pronásledoval a Thora zabil. Bojovníci skutečně Asgarďana najdou, ale Ničitel na ně zaútočí a porazí je. Thor, aby své přátele zachránil, se Ničiteli sám nabídne. Tato oběť na pokraji smrti dokáže, že je hoden používat kladivo Mjolnir, které mu přistane v ruce. Zároveň se mu navrátí jeho božská moc, díky které nad Ničitelem zvítězí. Polibkem se rozloučí s Jane a se slibem návratu se společně s dalšími Asgarďany vydá střetnout se s Lokim.
V Asgardu mezitím Loki zradí a zabije Laufeyho. Jeho skutečným plánem totiž je využít Laufeyho pokus o zabití Odina jako záminku ke zničení Jotunheimu, čímž má dokázat, že je hoden svého adoptivního otce. Vrátí se ale Thor, který s bratrem svede souboj a který zabrání Lokiho plánu tím, že zničí Bifröst. Probuzený Odin zachrání oba syny před pádem do vesmíru, nicméně Loki poté, co král odmítne jeho žádost o uznání, se dobrovolně pustí. Thor odčiní svůj skutek tím, že připustí, že dosud není připravený se stát vládcem. Na Zemi se mezitím Jane se svými kolegy snaží nalézt způsob, jak otevřít portál vedoucí do Asgardu.
Ředitel S.H.I.E.L.D.u Nick Fury vezme doktora Selviga do jednoho agenturního zařízení, kde mu ukáže kufřík a požádá ho, aby prozkoumal záhadný krychlovitý předmět, který možná obsahuje nevýslovnou energii. Neviditelný Loki pobídne vědce a doktor skutečně s ředitelovým návrhem souhlasí.

## Obsazení

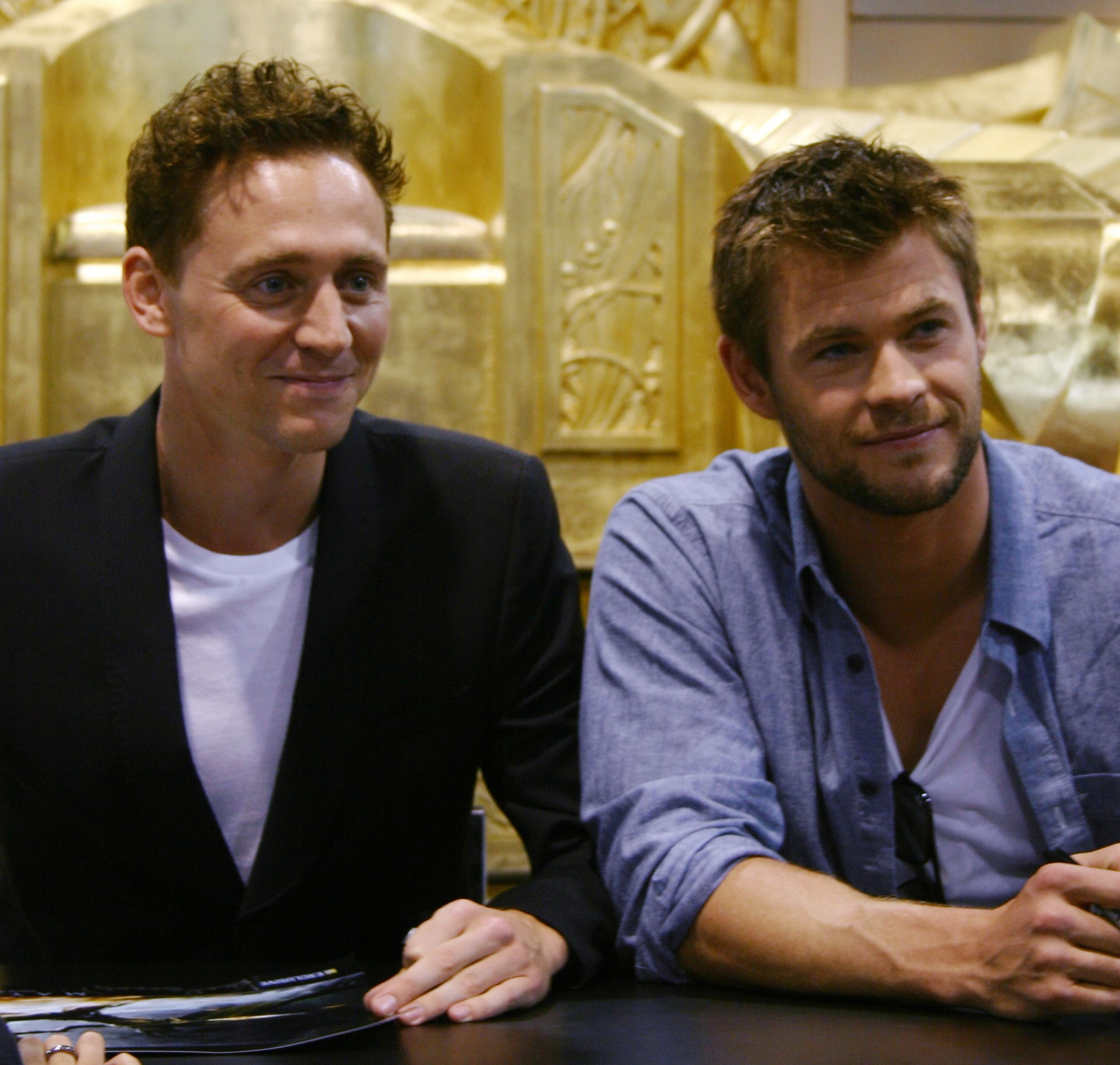
Tom Hiddleston a Chris Hemsworth propagující film Thor na Comic-Conu 2010

- Chris Hemsworth (český dabing: Jan Maxián) jako Thor
- Natalie Portmanová (český dabing: Andrea Elsnerová) jako Jane Fosterová
- Tom Hiddleston (český dabing: Lumír Olšovský) jako Loki
- Stellan Skarsgård (český dabing: Jiří Hromada) jako Erik Selvig
- Kat Denningsová (český dabing: Nikola Votočková) jako Darcy Lewisová
- Clark Gregg (český dabing: Zdeněk Mahdal) jako agent Phil Coulson
- Colm Feore (český dabing: Jiří Klem) jako Laufey
- Ray Stevenson (český dabing: Petr Gelnar) jako Volstagg
- Idris Elba (český dabing: Martin Zahálka) jako Heimdall
- Jaimie Alexanderová (český dabing: René Slováčková) jako Sif
- Tadanobu Asano (český dabing: Matouš Ruml) jako Hogun
- Joshua Dallas (český dabing: Petr Lněnička) jako Fandral
- Rene Russoová (český dabing: Ilona Svobodová) jako Frigga
- Anthony Hopkins (český dabing: Jiří Plachý) jako Odin

V dalších rolích se představili také Maximiliano Hernández (agent Jasper Sitwell), Joseph Gatt, Joshua Cox a Douglas Tait (všichni tři jako Mraziví obři). V cameo rolích se ve filmu objevili i Stan Lee, J. Michael Straczynski (oba jako řidiči pick-upů), Jeremy Renner (agent Clint Barton / Hawkeye) a Samuel L. Jackson (ředitel Nick Fury).

## Produkce
Film o Thorovi byl plánován od roku 1997. Návrh scénáře napsal v roce 2006 Mark Protosevich a o rok později se režisérem připravovaného snímku stal Matthew Vaughn. Jeho smlouva však vypršela v květnu 2008 a studio začalo hledat nového režiséra. Tím se na podzim téhož roku stal Kenneth Branagh. V květnu 2009 byli do hlavních rolí obsazeni Chris Hemsworth a Tom Hiddleston, v červenci se k nim přidala Natalie Portmanová a v následujících měsících i další herci.
Natáčení snímku s rozpočtem 150 milionů dolarů probíhalo od ledna do května 2010. Scénu po závěrečných titulcích režíroval Joss Whedon.

## Vydání
Světová premiéra filmu Thor proběhla v Sydney 17. dubna 2011. Do kin byl uváděn od 21. dubna téhož roku, přičemž v ČR se v kinodistribuci objevil 28. dubna a v USA 6. května 2011.

## Přijetí

### Tržby
V Severní Americe utržil snímek 181 030 624 dolarů, v ostatních zemích dalších 268 295 994 dolarů. Celosvětové tržby tak dosáhly 449 326 618 dolarů, čímž se stal 15. nejvýdělečnějším filmem roku 2011.
V České republice distribuovala film společnost Bontonfilm. Za první promítací víkend zhlédlo snímek 25 609 diváků, tržby činily kolem čtyř milionů korun. V českých kinech celkově utržil přibližně 735 600 dolarů.

### Filmová kritika
Server Kinobox.cz na základě vyhodnocení 35 recenzí z českých internetových stránek ohodnotil film Thor 74 %. Server Rotten Tomatoes udělil snímku známku 6,7/10 a to na základě 268 recenzí (z toho 206 jich bylo spokojených, tj. 77 %). Od serveru Metacritic získal film, podle 40 recenzí, celkem 57 ze 100 bodů.

### Ocenění
Snímek byl nominován na čtyři žánrové ceny Saturn (včetně kategorie Nejlepší fantasy film), z nichž proměnil cenu za nejlepší kostýmy.

### Navazující filmy
Díky komerčnímu úspěchu snímku byly v letech 2013 a 2017 uvedeny do kin filmové sequely Thor: Temný svět a Thor: Ragnarok, které jsou rovněž součástí série Marvel Cinematic Universe (MCU). Titulní roli si v nich zopakoval Chris Hemsworth, který se jako Thor objevil i v některých dalších celovečerních filmech MCU.